# Hanno Hahn

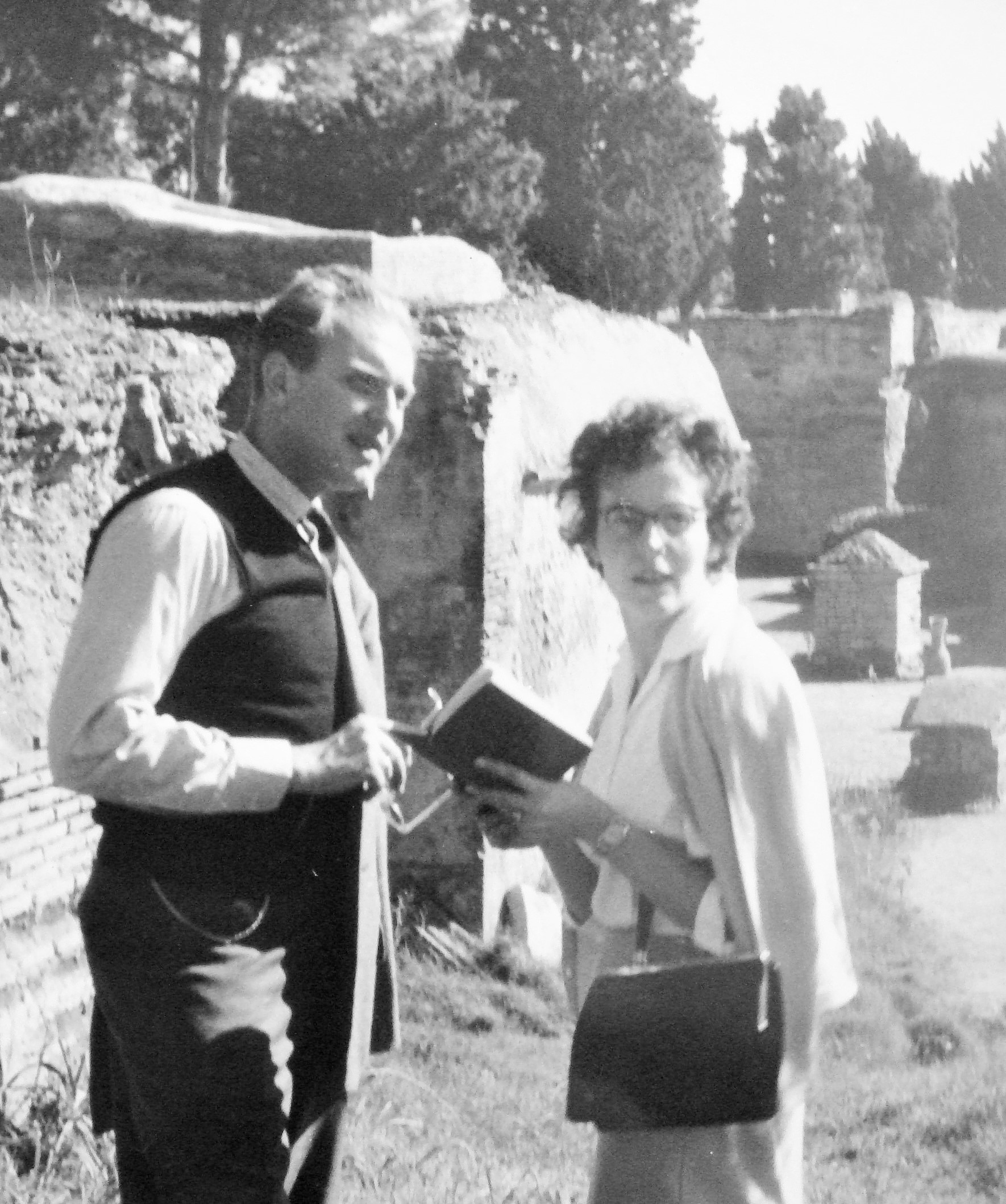
Hanno und Ilse Hahn im April 1960 in Ostia Antica

Hanno Hahn (* 9. April 1922 in Berlin-Dahlem; † 29. August 1960 in Mars-la-Tour, Frankreich) war ein deutscher Kunsthistoriker und Architekturforscher. Die Entdeckung der Proportionsgesetze der Zisterzienser-Baukunst im 12. Jahrhundert machte ihn in Fachkreisen weltweit bekannt.

## Biographie

### Herkunft
Hanno Hahn wurde 1922 als einziger Sohn des Chemikers Otto Hahn (1879–1968) und seiner Frau, der Kunsterzieherin und Malerin Edith Junghans (1887–1968), in Berlin-Dahlem geboren. Seine Paten waren Lise Meitner und Otto von Baeyer. 1936 wurde er von Pastor Martin Niemöller in der historischen St.-Annen-Kirche in Dahlem konfirmiert. Sein Abitur bestand er am humanistischen Arndt-Gymnasium.

### Beginn des Studiums, Kriegseinsatz, Heirat
Nach dem Abitur studierte Hanno Hahn ab 1940 zwei Semester Theaterwissenschaften, Germanistik und Philosophie an der Friedrich-Wilhelms-Universität Berlin und debütierte in kleineren Rollen am Berliner Staatstheater, unter anderem an der Seite von Gustaf Gründgens und Bernhard Minetti.
1942 wurde er Soldat und erhielt eine Offiziersausbildung in Tours (Frankreich). Danach anschließend sofort an die Ostfront befohlen, wurde er in kurzer Zeit zum Leutnant befördert und als Panzerkommandant eingesetzt (u. a. in der Schlacht am Dnepr). Hoch dekoriert (u. a. mit Panzerkampfabzeichen, Sturmabzeichen und beiden Eisernen Kreuzen) wurde er im April 1944 bei Pietrow schwer verwundet (17 Granatsplitter) und umgehend nach Westen evakuiert. Im Feldlazarett Sambir (Ukraine) musste ihm infolge einer schweren Sepsis der linke Arm amputiert werden.
Im Lazarett lernte Hanno Hahn seine spätere Ehefrau kennen, die Operationsschwester Ilse Pletz (* 19. April 1920, Tochter des Frankfurter Lehrer-Ehepaares Arthur und Margarethe Pletz). Durch ihre medizinische Erfahrung und ihr beherztes Eingreifen rettete sie ihn vor dem sicheren Tod. Im Mai 1945 heirateten Hanno Hahn und Ilse Pletz in Tailfingen (Württemberg). Am 14. April 1946, exakt zwischen den Geburtstagen seiner Eltern, wurde ihr Sohn Dietrich in Frankfurt am Main geboren.

### Fortsetzung der Studien
Nachdem Hanno Hahn zunächst das Studium der Kulturwissenschaften an der Universität Tübingen wiederaufgenommen hatte, wechselte er 1946 an die Universität Frankfurt am Main und studierte dort Kunstgeschichte, Klassische Archäologie, Philosophie und italienische Philologie.
1949 verbrachte er zwei Semester an der Scuola Normale Superiore und der Universität in Pisa, wo sein besonderes Interesse an der italienischen Kunst- und Architekturgeschichte geweckt wurde. Die Semesterferien nutzte Hanno Hahn zu weiten Studien- und Forschungsreisen durch ganz Europa, vorwiegend aber nach Frankreich und Spanien und innerhalb Italiens.

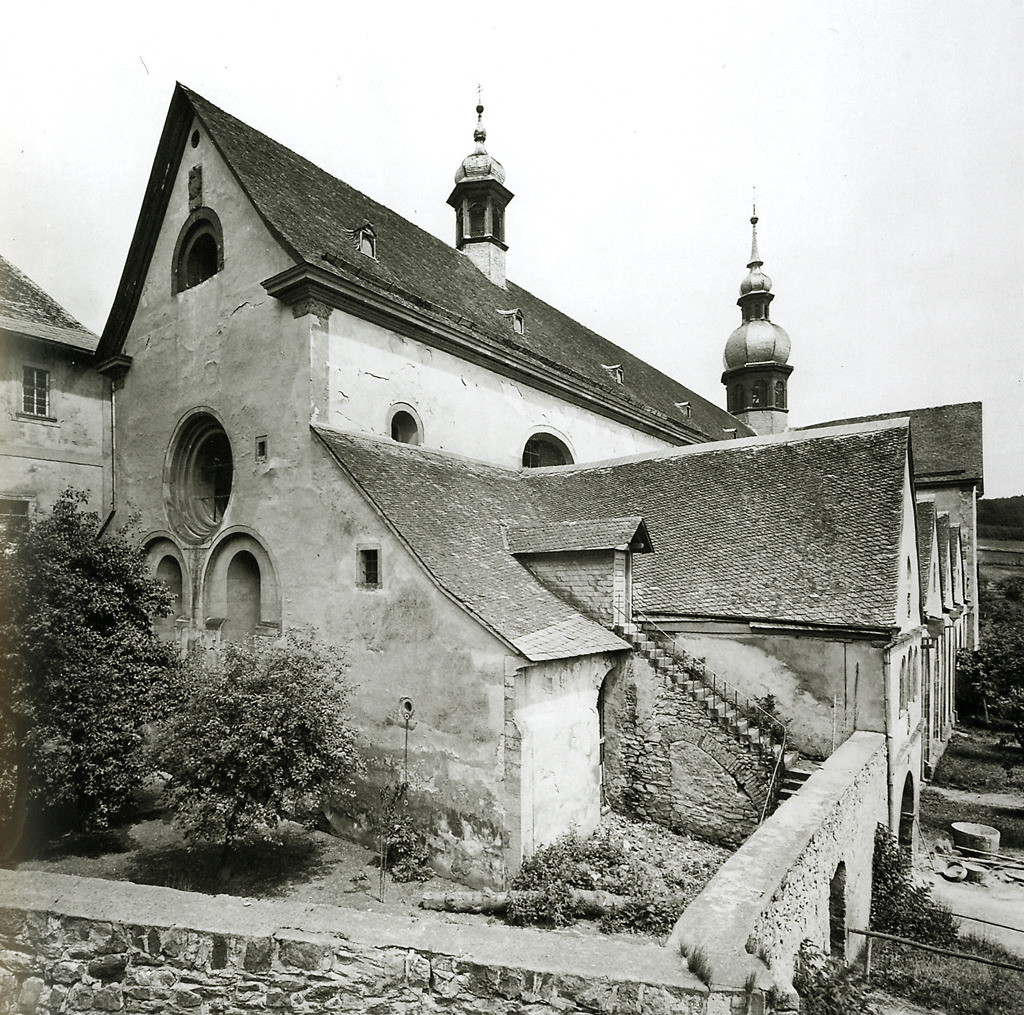
Kloster Eberbach, Abteikirche von Südwesten, ca. 1885. Fotografie von Albrecht Meydenbauer.

1953 wurde Hanno Hahn bei Harald Keller an der Universität Frankfurt am Main mit einer Dissertation über Die Kirche der Zisterzienser-Abtei Eberbach im Rheingau und die Romanische Ordensbaukunst der Zisterzienser im 12. Jahrhundert promoviert, die mit dem im Allgemeinen selten und von seinem Ordinarius nach zwanzigjähriger Lehrtätigkeit zum ersten Mal erteilten Prädikat opus eximium ausgezeichnet wurde.
Harald Keller beschrieb und würdigte die Arbeitsmethode Hahns in einem Nachruf:

„Er hat an diesem Denkmal Eberbach Beobachtungen gemacht, die seit 50 Jahren hätten entdeckt werden müssen. So kam er zur Rekonstruktion von Eberbach I. Dann zog er aus, um in den anderen Ländern Europas diesen rekonstruierten Bau zu suchen. Er fand ihn wirklich, sowohl in Ordenskirchen im Weichbild Roms, wie auch am Fusse der Pyrenäen. Was mir besonders an der Forschungsart Hahns gefällt, ist, dass er immer wieder vom anschaulichen Objekt ausgeht und von ihm aus den Reichtum seiner Gedanken entwickelt. Niemals geht er an den Stoff mit vorgefassten Ideen heran.“

### Bibliotheca Hertziana
Nach einem Jahr als Volontär am Städelschen Kunstinstitut in Frankfurt am Main, wo Hahn sich intensiv mit Adam Elsheimer und dessen Schule befasste, wurde er 1955 an die Bibliotheca Hertziana in Rom berufen, zunächst als Stipendiat und, nach dem Tode von Heinrich M. Schwarz 1957, als Leiter des Referats für Süditalienische Kunstforschung.
1955 folgte Hahn einer Einladung der amerikanischen Ford Foundation und begleitete seinen Vater Otto Hahn auf einer fünfwöchigen Reise in die USA (u. a. nach New York, Washington, D. C., Chicago, Berkeley und San Francisco).
Im Sommer 1957 erschien in Berlin Hahns Hauptwerk Die frühe Kirchenbaukunst der Zisterzienser, in dem er die von ihm entdeckten Proportionsgesetze der Zisterzienser-Architektur des 12. Jahrhunderts nachwies und ausführlich beschrieb. Das Buch wurde weithin bekannt, weltweit rezensiert und zu einem Klassiker der mediävalen Architekturgeschichte.
1959 gehörte Hanno Hahn, zusammen mit dem Biochemiker Feodor Lynen und dem Kernphysiker Wolfgang Gentner, als einziger Geisteswissenschaftler zu der von Otto Hahn geleiteten offiziellen Delegation der Max-Planck-Gesellschaft, die auf Einladung des Weizmann-Instituts nach Israel reiste, um die ersten wissenschaftlichen Kontakte zu israelischen Kollegen zu knüpfen. Der Besuch Otto Hahns und seiner Delegation in Israel, sechs Jahre vor Aufnahme diplomatischer Beziehungen, markierte einen Wendepunkt im Verhältnis zwischen Israel und Deutschland und konnte wesentlich zur Überwindung der durch den Holocaust und die Naziverbrechen verursachten tiefen Gräben zwischen beiden Staaten beitragen.
Am 4. März 1960 schrieb Hanno Hahn aus Rom seinem Vater Otto Hahn einen der letzten Briefe nach Göttingen:

„Mein lieber Geburtstagsvater!
Auf Termin kann man keine besonders gelingenden Briefe schreiben und so sehe ich auch schwarz für diesen, denn ich bin nicht ‚dazu‘. Meine ganz besonders guten Wünsche für den abermaligen Anlass wirst Du mir auch ohne viele Worte glauben: alles, alles Gute! Mein 'sinniges' aber dürftiges Buchgeschenk sei ein kleines Zeichen, mit dem Du Dich in einer ruhigen Stunde vielleicht mit Vergnügen und sicher in blauem Dunst etwas beschäftigen mögest.
Ich hatte jetzt eine Weile eine arbeitsunfruchtbare Periode und war infolgedessen missgestimmt. Dabei kann ich eigentlich ganz zufrieden sein, wenn ich mich mit allen anderen vergleiche. Immerhin sind z. Z. vier Publikationen von mir im Druck, wenn auch alles kleinere Sachen. Meine Edition des völlig fragmentarischen und für die Festschrift ergänzten und mit Anmerkungen versehenen Aufsatzes von Schwarz, mein eigener Festschriftaufsatz, das Boehringer-Buch (wo ich immerhin meinen Text von knapp 50 Seiten mit 36 Textabbildungen von mir gegen die Ur-Absicht der Herausgeber durchgesetzt habe) und eine lange eingehende Buchbesprechung in 'Kunstchronik', was viel Arbeit macht.
Und wenn man dann in diesem netten Kollegenkreis, in dieser herrlichen Wohnung am Ende der Spanischen Treppe, mit eigenem Auto als letzterrungener Lebenssteigerung und im Bewusstsein, offenbar beliebt und anerkannt zu sein (auch ausserhalb der Hertziana, das merkt man ja) die Entwicklung der letzten Jahre rückverfolgt, so kann man getrost guter Dinge sein, auch bei Scirocco.
Und dieses bei mir doch überwiegende Gefühl, lieber Papa, mag auch Dir zu Deinem '81.' eine Freude sein. - Stets, Dein Hanno“

### Tod
Nach der Teilnahme an einem Kongress in Bath, Südengland, und einer sich daran anschließenden Studienreise durch Nordfrankreich erlitten Hanno und Ilse Hahn am 29. August 1960 bei Mars-la-Tour (Lothringen) einen Autounfall, bei dem Hanno Hahn tödlich verletzt wurde. Ilse Hahn wurde mit zwei Brüchen der Halswirbelsäule in die Clinique des Mînes von Briey überführt. Sie starb am 7. September 1960, neun Tage nach dem Unfall.
Otto Hahn schrieb später in seinen Erinnerungen:

„Kaum hatte ich von meiner Amtszeit einigen Abstand gewonnen, als mich der schwerste Schlag traf, den das Schicksal für einen Vater bereithalten kann. Mein Sohn Hanno verlor auf einer Autofahrt durch Frankreich das Leben. In der Nähe von Mars-la-Tour war der Reifen eines Vorderrades geplatzt, so dass sich der Wagen überschlug und Hanno herausgeschleudert wurde. Er war auf der Stelle tot. Meine Schwiegertochter Ilse überlebte den Unfall vom 29. August nur um wenige Tage, dann wurde auch sie von ihren schweren Leiden für immer erlöst.“

Am 16. September 1960 schrieb Bundespräsident Theodor Heuss einen Kondolenzbrief an Otto Hahn. Die Gedenkfeier der Bibliotheca Hertziana fand am 28. Oktober 1960 statt. Dabei sagte der Direktor des Instituts, Franz Graf Wolff-Metternich:

„Die Baukunst der Zisterzienser ist ein schier unerschöpfliches Thema für den Architekturforscher. Hanno Hahn hat der umfangreichen Literatur nicht nur einen kostbaren Baustein hinzugefügt, sondern durch Verfeinerung der Analyse und neuartige Betrachtungs- und Darstellungsweisen der Zisterzienserforschung weitgehend neue Wege gewiesen.“

## Postum
Im Sommer 1961 erschien postum Hanno Hahns zweites Buch über die Hohenstaufenburgen in Süditalien, mit Bildtafeln des bedeutenden Fotografen Albert Renger-Patzsch, einem Hauptvertreter der Neuen Sachlichkeit.
Nachfolger von Hahn als Leiter des Süditalien-Referats (bis 1970) wurde Günter Urban, ein Freund Hahns aus der gemeinsamen Studienzeit in Frankfurt am Main und Pisa.
Zum Gedächtnis an Hanno und Ilse Hahn und zur Förderung junger begabter Kunsthistoriker wurde im Jahr 1990 der Hanno-und-Ilse-Hahn-Preis „für hervorragende Verdienste um die italienische Kunstgeschichte“ geschaffen. Er wurde von der Bibliotheca Hertziana in Rom verliehen, in der Regel alle zwei Jahre, letztmals im Jahr 2017.
Der photographische Nachlass Hanno Hahns, aufgenommen mit einer der ersten Leica M3-Kameras (einem Geschenk mit eingravierter Widmung von Ernst Leitz an Otto Hahn), ca. 1.630 s/w Kleinbildnegative zur mittelalterlichen Architektur Italiens, Englands und Frankreichs, ferner ältere Aufnahmen zur Zisterzienser-Baukunst, befindet sich in der Fotothek der Bibliotheca Hertziana in Rom. Der schriftliche und persönliche Nachlass befand sich im Archiv seines Sohnes Dietrich (1946–2024) in Samut Sakhon, Thailand.

## Veröffentlichungen (Auswahl)
- Seltsame Wochenstube unserer „Muzie“ – Eine wahre Begebenheit. In: Unsere Katze – Erste Katzenzeitschrift Deutschlands. 13. Jahrgang, Heft 3, März 1939, S. 42–43. (Verlag Mensch und Tier, Berlin W 35).
- Die Angst vor der Erschütterung – Gedanken zum Modernen in der Kunst. In: Studentische Blätter, Tübingen. Nr. 6, 1947, S. 1–6.
- Schutzheilige über Paris. In: Deutsche Universitätszeitung (DUZ), Göttingen. Jahrgang 7, 1952, S. 12–14.
- Bericht über Grabungen vor der Westfassade der Klosterkirche Eberbach im Rheingau. In: Nassauische Heimatblätter, 42, 1952, S. 44–49.
- Die Kirche der Zisterzienser-Abtei Eberbach und die romanische Ordensbaukunst der Zisterzienser im 12. Jahrhundert. Autorenreferat. In: Nassauische Annalen, 64, 1953, S. 113–115.
- Das „Hochgrab“ und die Gruft Erzbischof Gerlachs von Nassau (gest. 1371) in der Klosterkirche Eberbach i. Rhg. In: Nassauische Annalen, 65, 1954, S. 237–242 (2 Abb., 2 Tafeln).
- Die frühe Kirchenbaukunst der Zisterzienser – Untersuchungen zur Baugeschichte von Kloster Eberbach im Rheingau und ihren europäischen Analogien im 12. Jahrhundert. Verlag Gebr. Mann, Berlin 1957.
- (Rezension von): Lelia Fraccaro de Longhi: L'Architettura delle chiese cistercensi italiane; con particolare riferimento ad un gruppo omegeneo dell'Italia settentrionale. In: Kunstchronik, 13, 1960, S. 77–84.
- Paul Bril in Caprarola – (Zur Malerwerkstatt des Vatikan und zu ihren Ausstrahlungen 1570–1590). In: Miscellanea Bibliothecae Hertzianae, Roma 1961, S. 308–323. Verlag A. Schroll, München 1961. ISBN 3-7031-0163-6.
- Hanno Hahn (Text und Abbildungen), Albert Renger-Patzsch (Bildtafeln): Hohenstaufenburgen in Süditalien. C.H. Boehringer Sohn, Ingelheim am Rhein 1961. Postum herausgegeben von Gerda S. Panofsky. Zu Hanno und Ilse Hahn siehe S. 33 ff.